# Nico van der Linden (1950-2021)
Nico Jan Hendrik van der Linden (Amsterdam, 4 februari 1950 – aldaar, 7 oktober 2021) was een Nederlands pianist, arrangeur, componist en dirigent/orkestleider.
Hij was zoon van componist en koordirigent Nico van der Linden en Leni Arens. Zus Sigrid van der Linden is werkzaam binnen de klassieke muziek. Nico van der Linden jr. was getrouwd met Ine Kuhr, zus van Lenny Kuhr.
In plaats van in de voetsporen van zijn vader de treden, trok zoon Nico richting de lichte muziek met name de kleinkunst. Hij begon als pianist bij Tekstpierement (Uitkabaret voor u), nadat Sylvia Alberts (schoolgenoot middelbare school) hem had gevraagd (1971). Hij was toen nog student aan het Muzieklyceum Amsterdam.
Een hele rij artiesten maakte volgens de Theaterencyclopedie gebruik van zijn diensten: Sylvia Alberts, Jos Brink, Frank Sanders, Marjol Flore, Lori Spee, Henk Elsink, Gerrie van der Klei, Josine van Dalsum, Riet Henius, Thérèse Steinmetz (in 2016 met haar album en tournee Amsterdam-Paris, dialogue musical), Frank Groothof, Margriet Eshuijs, Adelheid Roosen, Leoni Jansen, Lenny Kuhr, Astrid Seriese en jarenlang Liesbeth List en Ramses Shaffy.
Hij toerde ook met Thijs van Leer (ooit begonnen bij Ramses Shaffy) en Jan Akkerman buiten Focus om.
Orkestleider was hij bij musical Funny Girl en A Chorus Line en de theatervoorstelling Liedjes van Toon.
Van der Linden heeft ook een filmografie, hij speelde in Hoge hakken, echte liefde van Dimitri Frenkel Frank. Hij had een fascinatie voor vliegtuigmotoren, heimachinegeluiden, torretjes en de sterren. Hij schreef het Ramses Shaffy Songbook-een tubulent leven in liedjes (2005-2014) en heeft tot aan zijn dood gewerkt aan vastleggen van het complete muzikale oeuvre van Ramses Shaffy dat heeft geleid tot de uitgave 't Is Stil in Amsterdam met alle bladmuziek en teksten van Ramses Shaffy.
Nico overleed aan slokdarmkanker. Hij werd begraven op Zorgvlied (graf VLI-IV-21). Hij was vlak voor zijn dood benoemd tot ridder in de Orde van Oranje-Nassau (april 2021) en werd tweemaal geëerd met de Scheveningen Begeleidersprijs.
- International Standard Name Identifier: 0000 0003 9252 0275
- MusicBrainz: f6e9c29c-80ec-4f72-8cdf-0f279fda5207
- Nederlandse Thesaurus van Auteursnamen: 288431170
- Virtual International Authority File: 286612261